# 婚姻物語
《婚姻物語》（英語：Knot to Treasure）是香港電視廣播有限公司的時裝劇集，全劇共20集，監製徐遇安，主要演員有鄭伊健、陳松伶、古天樂、陳妙瑛、朱江、張鳳妮、楚原、陳捷文等。
本劇於2012年、2017年5月及2019年1月在TVB經典台，2009年5月27日及2022年7月30日在TVB星河頻道重播。

## 故事大綱
程有為自喪妻後，開始關注子女的婚姻，希望其子能與世交連長之女共結連理，兩家結為姻親之好。有為育有兩子一女，長子如日與連至善青梅竹馬，兩人拍拖多年終在雙方家長壓力下結為夫妻，惜新婚的甜蜜並未將心野的如日馴服，第三者的出現令二人的婚姻面臨嚴格考驗，更令雙方家長反目成仇。
另一方面，連長次女至美從小暗戀有為次子方中，但方中自國外學成歸來，竟攜同親蜜女友宋家希返港，粉碎至美對方中的痴心幻想。方中更瞞著父親與家希同居，家希因父母離異對婚姻存有陰影，兩人因此隔閡日深。遭方中拒絕的至美從挫折中力圖振作，重拾自信，恍如脫胎換骨般展現風采，方中雖心靈深處有所悸動，但鑒於與家希情絲未斷，不想捲入另一愛情漩渦。與此同時，至美的同事兼好友華青浩對她早有愛慕之意，在至美失戀期間不但對她呵護備至，更付出無限的支持，令至美大為感動，投入他的懷抱。究竟家希、方中、至美、青浩四人這段糾纏不清的愛情關係最後如何解決呢？

## 演員表
- 鄭伊健 飾 程方中（Alex）
- 陳松齡 飾 連至美（May）
- 陳妙瑛 飾 宋家希（Fion）
- 古天樂 飾 華青浩
- 陳捷文 飾 程如日
- 張鳳妮 飾 連至善
- 朱　江 飾 程有為
- 楚　原 飾 連　長
- 梁少狄 飾 的士佬
- 黃仲匡 飾 的士佬/司機乙
- 麥皓為 飾 的士佬/司機甲
- 黃天鐸 飾 的士佬
- 孫季卿 飾 強
- 陳燕航 飾 Cat
- 郭卓樺 飾 余
- 白　茵 飾 蘇麗蓉
- 林芷筠 飾 程曉彤
- 韓馬利 飾 盧月嫦
- 黃文標 飾 包
- 鄧汝超 飾 Ben
- 王維德 飾 佳
- 楓 飾 師奶甲
- 廖麗麗 飾 師奶乙
- 黎秀英 飾 師奶丙
- 陳中堅 飾 舊戰友甲
- 區　嶽 飾 舊戰友乙
- 俞　明 飾 舊戰友丙
- 黃煒林 飾 光
- 林嘉麗 飾 冧
- 麥嘉倫 飾 Paul
- 張慧儀 飾 陳小玲（Daisy）
- 戴志偉 飾 高允港
- 蘇恩磁 飾 為　妻
- 馬菁宜 飾 井　慧
- 談泉慶 飾 宋宇揚
- 虞天偉 飾 徐師傅
- 崔加寶 飾 卓　思（Jessie）
- 蕭玉燕 飾 舞小姐
- 陳曉雲 飾 舞小姐
- 曾令茵 飾 舞小姐
- 陸麗燕 飾 舞小姐
- 河國榮 飾 Gary
- 亦　羚 飾 Lily
- 陳勉良 飾 色　狼
- 張宏偉 飾 小　販
- 梁偉強 飾 地產經紀
- 梁啟智 飾 司機丙
- 雷小明 飾 炳子強
- 洪偉豪 飾 銀行職員
- 凌　漢 飾 管理員
- 唐葳娜 飾 女職員/職　員
- 鄧煜榮 飾 榮
- 馮瑞珍 飾 叔　婆
- 馬德鐘 飾 Franco
- 談佩珊 飾 紅
- 李海生 飾 老　飛
- 劉玉 飾 舞小姐
- 黃靜宜 飾 舞小姐
- 吳國敬
- 顏仟汶